# Тараса (Колумбия)
Тараса (исп. Tarazá) — город и муниципалитет на севере Колумбии, на территории департамента Антьокия. Входит в состав субрегиона Байо-Каука.

## История
Поселение из которого позднее вырос город было основано 24 февраля 1953 года. Муниципалитет Тараса был выделен в отдельную административную единицу в 1979 году.

## Географическое положение

Муниципалитет Тараса

Город расположен на севере департамента, на одноимённом левом притоке реки Каука, на расстоянии приблизительно 143 километров к северо-северо-востоку (NNE) от Медельина, административного центра департамента. Абсолютная высота — 138 метров над уровнем моря.

Муниципалитет Тараса граничит на западе и юго-западе с муниципалитетом Итуанго, на юге — с муниципалитетом Вальдивия, на юго-востоке — с муниципалитетом Анори, на востоке — с муниципалитетом Касерес, на севере — с территорией департамента Кордова. Площадь муниципалитета составляет 1569 км².

## Население
По данным Национального административного департамента статистики Колумбии, совокупная численность населения города и муниципалитета в 2012 году составляла 39 257 человек.
Динамика численности населения муниципалитета по годам:
| 2005   | 2006   | 2007   | 2008   | 2009   | 2010   | 2011   | 2012   |
| ------ | ------ | ------ | ------ | ------ | ------ | ------ | ------ |
| 32 943 | 33 827 | 34 751 | 35 175 | 36 156 | 37 151 | 38 191 | 39 257 |

Согласно данным переписи 2005 года мужчины составляли 50 % от населения Тарасы, женщины — соответственно также 50 %. В расовом отношении белые и метисы составляли 90,9 % от населения города; негры, мулаты и райсальцы — 8,8 %, индейцы — 0,3 %.
Уровень грамотности среди всего населения составлял 72,3 %.

## Экономика
Основу экономики Тарасы составляют сельскохозяйственное производство, золотодобыча и рыболовство. На территории муниципалитета возделывают бананы, какао, гевею, маниок и рис.

58,1 % от общего числа городских и муниципальных предприятий составляют предприятия торговой сферы, 38,2 % — предприятия сферы обслуживания, 2,6 % — промышленные предприятия, 1,1 % — предприятия иных отраслей экономики.